# Ennomos zona
Ennomos zona är en fjärilsart som beskrevs av Geoffroy 1765. Ennomos zona ingår i släktet Ennomos och familjen mätare. Inga underarter finns listade i Catalogue of Life.